# Liga Ochrony Przyrody
Liga Ochrony Przyrody – ogólnopolskie stowarzyszenie, posiadające status organizacji pożytku publicznego, którego celem jest ochrona przyrody. Najstarsza organizacja ekologiczna w Polsce. Godłem stowarzyszenia jest stylizowany żubr z nazwą organizacji.

## Historia
Od 1925 pod nazwą „Liga Ochrony Przyrody” działała na terenie Wielkopolski i Pomorza organizacja społeczna, założona przez prof. Adama Wodziczkę.
Liga jako organizacja ogólnokrajowa została założona z inicjatywy Państwowej Rady Ochrony Przyrody. Zjazd organizacyjny odbył się 9 stycznia 1928. Pierwszym prezesem wybrano prof. Józefa Mroziewicza. W lidze działali wówczas naukowcy i działacze tacy jak: Aleksander Janowski, Władysław Szafer, Walery Goetel, Jan Gwalbert Pawlikowski, Bolesław Hryniewiecki oraz Mieczysław Limanowski. Na pamiątkę tego wydarzeniu, co roku 9 stycznia, obchodzony jest Dzień Ligi Ochrony Przyrody. Statut LOP zatwierdzony został przez Komisarza Rządu na m. st. Warszawę 29 marca 1928 i liga została włączona do rejestru stowarzyszeń i związków pod nr 358. II wojna światowa przerwała działalność ligi, ale stowarzyszenie odrodziło się 17 lipca 1945 w Łodzi. Pierwszym prezesem po wojnie był prof. Edward Potęga.

## Cele
- prowadzenie działalności edukacyjnej w celu kształtowania stosunku społeczeństwa do środowiska przyrodniczego,
- popularyzowanie wiedzy o przyrodzie i ochronie przyrody,
- zachęcanie do podejmowania i wykonywania społecznie prac na rzecz środowiska przyrodniczego oraz organizowania takich prac,
- inicjowanie oraz inspirowanie działań na rzecz środowiska przyrodniczego,
- czuwanie nad przestrzeganiem prawa ochrony przyrody oraz interweniowanie w przypadkach jego naruszenia.

## Metody działania
- edukacja społeczeństwa, szczególnie dzieci i młodzieży w sferze ochrony przyrody i świadomości ekologicznej,
- działalność wydawnicza,
- działalność popularyzatorska,
- działania interwencyjne,
- lobbing na rzecz ochrony przyrody i środowiska,
- współpraca z administracją rządową i samorządową.

Stowarzyszenie wydaje miesięcznik „Przyroda Polska” z wkładką edukacyjną.

## Władze
Wszystkie władze Ligi pochodzą z wyboru. 
Władzami naczelnymi organizacji są:
- Krajowy Zjazd Delegatów
- Zarząd Główny
- Główna Komisja Kontrolno-Rewizyjna
- Główny Sąd Koleżeński

Od listopada 2018 r. prezesem Zarządu Głównego LOP jest Marcin Strączyński. Zastąpił on na tym stanowisku  Ryszarda Kapuścińskiego. Wcześniej przez trzy kadencje funkcję tę sprawował Władysław Skalny.

## Struktura organizacyjna
| Lp. | Miasto              | Adres                                          |
| --- | ------------------- | ---------------------------------------------- |
|     | Zarząd Główny       | ul. Tamka 37/2, 00-355 Warszawa                |
| 1   | Bytom               | ul. Strzelców Bytomskich 11, 41-902 Bytom      |
| 2   | Bydgoszcz           | ul. Bernardyńska 6, 80-029 Bydgoszcz           |
| 3   | Chełm               | ul. Partyzantów 7/26, 22-100 Chełm             |
| 4   | Częstochowa         | ul. Worcella 20/22, 42-200 Czstochowa          |
| 5   | Gdańsk              | ul. Jaśkowa Dolina 59, 80-286 Gdańsk           |
| 6   | Gorzów Wielkopolski | ul. Orląt Lwowskich 4/234, 66-400 Gorzów Wlkp. |
| 7   | Jelenia Góra        | ul. Kochanowskiego 10, 58-570 Jelenia Góra     |
| 8   | Katowice            | ul. Bratków 4, 40-045 Katowice                 |
| 9   | Kielce              | ul. Sienkiewicza 68, 25-503 Kielce             |
| 10  | Konin               | ul. Fikusowa 8, 62-510 Konin                   |
| 11  | Koszalin            | ul. Grunwaldzka 20, 75-241 Koszalin            |
| 12  | Kraków              | Al. J. Słowackiego 17A,30-159 Kraków           |
| 13  | Leszno              | ul. Tama Kolejowa 5a, 64-100 Leszno            |
| 14  | Lublin              | ul. Marii Curie Skłodowskiej 5, 20-290 Lublin  |
| 15  | Łódź                | ul. Piotrkowska 113, 90-430 Łódź               |
| 16  | Nowy Sącz           | ul. Jagiellońska 61, 33-300 Nowy Sącz          |
| 17  | Olsztyn             | ul. Dąbrowszczaków 33, 10-548 Olsztyn          |
| 18  | Opole               | ul. Ozimska 55, 46-368 Opole                   |
| 19  | Piła                | ul. Staszica 10, 64-920 Piła                   |
| 20  | Płock               | ul. Tumska 6, 09-400 Płock                     |
| 21  | Poznań              | Al. Niepodległości 32, 61-714 Poznań           |
| 22  | Radom               | ul. 25 czerwca 68, 26-600 Radom                |
| 23  | Rzeszów             | ul. Kamińskiego 12, 35-211 Rzeszów             |
| 24  | Sanok               | ul. Tadeusza Kościuszki 12, 38-500 Sanok       |
| 25  | Skierniewice        | ul. Rybickiego 19, 96-100 Skierniewice         |
| 26  | Słupsk              | Al. Sienkiewicza 20, 76-200 Słupsk             |
| 27  | Szczecin            | ul. Żubrów 1, 71-617 Szczecin                  |
| 28  | Tarnobrzeg          | ul. Moniuszki 16 skr. 37, 39-400 Tarnobrzeg    |
| 29  | Toruń               | ul. Mickiewicza 9, 87-100 Toruń                |
| 30  | Warszawa            | ul. Reja 3/5 pok. 510, 00-922 Warszawa         |
| 31  | Włocławek           | ul. Komunalna 4, 87-800 Włocławek              |
| 32  | Wrocław             | ul. Grunwaldzka 90, 50-357 Wrocław             |
| 33  | Zielona Góra        | ul. Piękna 24, 65-223 Zielona Góra             |

W strukturze organizacji występuje podział na terenowe i podstawowe jednostki organizacyjne. Do tych pierwszych należą "okręgi" i "oddziały" i "koła". Na władze tych jednostek składają się zjazdy (odpowiednio okręgu lub oddziału), zarządy, komisje rewizyjne we wszystkich okręgach i większych oddziałach, liczących ponad 5 kół podstawowych. Na szczeblu okręgów działają także sądy koleżeńskie.
Podstawową jednostką organizacyjną ligi jest koło (klub) działające w przedszkolach, szkołach i innych instytucjach. Władzami jednostek podstawowych są walne zgromadzenia członków oraz zarządy składające się z 3 członków: przewodniczącego, sekretarza i skarbnika.